# Oscar Hermes Villordo
Oscar Hermes Villordo (Machagai, 9 de mayo de 1928-Buenos Aires, 1 de enero de 1994) fue un escritor, periodista y crítico literario argentino. Uno de los primeros escritores argentinos homosexuales en reivindicar la homosexualidad en su obra, su tercera novela, La brasa en la mano (1983), fue un bestseller que vendió más de 60 mil ejemplares a pesar de haber sido publicada durante la última dictadura militar argentina, además de la primera parte de una trilogía homoerótica conformada por ella, La otra mejilla (1986) y El ahijado (1990). La primera biblioteca LGBT+ de Argentina lleva su nombre.

## Biografía
El escritor chaqueño fue muy reconocido por su labor poética. Sus novelas desarrollan un marcado homoerotismo.
En 1966 las Ediciones Culturales Argentinas publicó el libro Oscar Hermes Villordo con presentación de Manuel Mujica Lainez en el que se incluye una selección de su obra en verso y prosa hasta ese año. 
Fue elegido por los críticos y escritores del país para integrar, con otros ocho poetas menores de cuarenta años, la Antología Consultada de la Joven Poesía Argentina publicada por la Compañía Fabril Editora, también forma parte de esta antología la poesía de: Rodolfo Alonso, Juan Gelman, Alejandra Pizarnik, Antonio Requeni, Horacio Salas, Alfredo Veiravé, y María Elena Walsh. 
La obra de Villordo también forma parte de otras antologías en verso, como en la del soneto de Roberto Ledesma; Provincias y Poesía de Nicolás Cócaro donde la poesía de Villordo acompañar la de María Dhialma Tiberti, Julio Ardiles Gray, Emma de Cartosio, Manuel Castilla, Ana Emilia Lahitte, Guillermo Orce Remis y otros grandes poetas argentinos.
No debe dejar de mencionarse sus trabajos de La Nueva Poesía Argentina de La Nueva Poesía Argentina de Nélida Salvador y también la Contemporary Argentine Poetry de William Shand.
Cultivó una gran amistad con poetas y escritores como Vicente Barbieri, José Luis Lanuza, Javier Torre y Manuel Mujica Lainez.
Fue miembro del Instituto Heleno-Argentino de Cultura. Durante 1962 viajó a Grecia invitado por la embajada de ese país. Dictó conferencias, intervino en audiciones radiofónicas, integró la comisión directiva de la Sociedad Argentina de Escritores y fue colaborador en varios medios periodísticos como La Nación, Revista Sur, Atlántida, Billiken, La Gaceta de Tucumán y La Prensa, entre otros.
Durante la dictadura cívico-militar argentina debió exiliarse.
Las novelas La brasa en la mano (1983), La otra mejilla (1986) y El ahijado (1990), constituyen una verdadera trilogía de la visibilidad homoerótica, a través de la vida y las costumbres de los personajes, varones homosexuales porteños, de las década del cincuenta al ochenta del siglo XX.
La primera biblioteca LGTTBI de Argentina lleva el nombre del escritor, biblioteca fundada por Pietro Salemme, privada, abierta al público.
Oscar Hermes Villordo falleció de sida en el Hospital Británico de Buenos Aires, el primer día de 1994.
En 2016 el archivo personal de Oscar Hermes Villordo fue donado a la Biblioteca Nacional Mariano Moreno de la República Argentina. Desde entonces, sus correspondencias y manuscritos dispersos comenzaron a reunirse para su resguardo y consulta pública.
El escritor prologó también algunas ediciones de Miguel de Unamuno, Florencio Sánchez, Nicolás Guillén, y Jean Paul Sartre.

## Obra

### Novelas
- El bazar (1971)
- Consultorio sentimental (1971)
- La brasa en la mano (1983)
- La otra mejilla (1986)
- El ahijado (1990)

### Poesía
- Poemas de la calle (1953)
- Teníamos la luz (1962)
- Oscar Hermes Villordo (1966)
- Memoria del olvido (1974)

### Otros
- Genio y figura de Eduardo Mallea (1973)
- Páginas de Manuel Mujica Lainez (1982, en colaboración con Manuel Mujica Lainez)
- Genio y figura de Adolfo Bioy Casares (1983)
- Nicolás Guillén (1987, en colaboración con Nicolás Guillén)
- Manucho: una vida de Mujica Láinez (1991)
- Ser gay no es pecado (1993)
- El Grupo Sur: una biografía colectiva (1994)

## Premios
- Faja de Honor de la SADE Sociedad Argentina de Autores.
- La Pluma de Plata del Pen Club Internacional.
- El Premio Municipal de Literatura.
- Primer Premio en el segundo certamen de poesía «Francisco Isernia», 1952.
- Obtuvo una beca del Programa Fulbright.